# Alex Chilton
Alex Chilton (Memphis, Tennessee, 28 de dezembro de 1950 - Nova Orleans, Luisiana, 17 de março de 2010) foi um compositor, cantor, guitarrista e produtor musical estadunidense.

## Biografia
Chilton estreou nos palcos em 1967 como o vocalista da banda The Box Tops, que alcançou o sucesso com a canção "The Letter". Sentindo-se cada vez menos importante dentro do grupo, que era essencialmente um projeto do produtor-compositor Dan Penn, deixou o Box Tops em 1969 para seguir carreira solo.
Após passar um período na cidade de Nova York, onde aperfeiçoou sua técnica vocal e de guitarra, Chilton foi convidado em 1971 pela banda Big Star para ocupar a vaga de guitarrista.
Retomou sua carreira solo depois do fim do grupo em 1974. Foi quando voltou a morar em Nova York, passando a maior parte do tempo no clube CBGB durante o auge do punk rock. Nessa mesma época Chilton tornou-se produtor do The Cramps, continuando a gravar e excursionar durante os anos 1980.
Em 1993 Chilton reformulou o Big Star, gravando com a banda um novo álbum de estúdio, lançado em 2005.
Em 17 de março de 2010 Chilton faleceu de causas não confirmadas (possivelmente de ataque cardíaco).

## Discografia solo
- One Day in New York (1977)
- Singer Not the Song - EP (1977)
- Bangkok/Can't Seem to Make You Mine - compacto (1978)
- Like Flies on Sherbert (1979)
- Bach's Bottom (1981)
- Live in London (1982)
- Feudalist Tarts - EP (1985; relançado em 1994)
- Lost Decade (1985)
- Document (1985)
- No Sex - EP (1986; relançado em 1994)
- Stuff (1987)
- High Priest (1987; relançado em 1994)
- Black List - EP (1989; relançado em 1994)
- 19 Years:  A Collection of Alex Chilton (1991)
- Clichés (1994)
- A Man Called Destruction (1995)
- 1970 (1996)
- Top 30 (1997)
- Cubist Blues, com Ben Vaughan e Alan Vega (1997)
- Loose Shoes and Tight Pussy (1999)
- Live in Anvers (2004)